# Smältning

Is som smälter till vatten.

Smältning är materias fasövergång från fast fas till vätska. Under smältningsprocessen hålls temperaturen i ämnet konstant tills hela ämnet smält. Vid smältning krävs energi för att bryta de kemiska bindningarna mellan atomerna och molekylerna i ämnet.

## Fysiska villkor
Rena kristallina ämnen eller föreningar smälter som regel vid en för ämnet karakteristisk temperatur, vilket kan utnyttjas för deras identifikation. Eftersom en blandning av kristallina ämnen vanligen smälter vid annan temperatur än vad motsvarande rena ämnen gör, används smältpunkten ofta som ett kriterium på ämnets renhet.
Legeringar smälter oftast gradvis inom ett temperaturintervall eller smältintervall. Amorfa substanser mjuknar efter hand vid upphettning och övergår så småningom i lättflytande form. Någon egentlig smältpunkt har de således inte.

## Energiåtgång
För att smälta ett fast ämne med en viss temperatur till flytande fas med samma temperatur går det åt energi. Det krävs alltså energi för att smälta nollgradig is till nollgradigt flytande vatten. Den energi (E) som går åt beräknas med formeln
{\displaystyle E=c_{s}\cdot m}
där m är ämnets massa och cs är ämnets specifika smältentalpi, vilket är en konstant som talar om hur mycket energi som behövs för att smälta 1 kg av ämnet. För att smälta 5 kg nollgradig is, som har en specifik smältentalpi på 334 kJ/kg, är således energiåtgången 1 670 kJ enligt:
{\displaystyle E=c_{s}\cdot m=334{\frac {kJ}{kg}}\cdot 5kg=1670kJ}